# Volleybalclub Noliko Maaseik
O Volleybalclub Noliko Maaseik, é um clube polidesportivo belga  da cidade de Maaseik com destaque de voleibol. 

## Histórico
Fundado incialmente com o nome de "Mavoc Maaseik' em 17 de março de 1960, originado da equipe estudantil do Colégio Holy Cross de Maaseik.Na temporada de 1975-76 passa utilizar a alcunha "D & V Motors", devido ao principal patrocinador e o clubeobteve a promoção para a série mais alta na Bélgica (divisão de honra) e desde então passou a competir na elite nacional..
Nas competições de 1985-86, SCANA NOLIKO nv ingressa como o principal patrocinador e juntamente com o presidente do Mathi Raedschelders, dando novo impulso ao clube, e logo no primeiro ano, NOLIKO tornou-se Maaseik, com Jos Klaps como treinador e conquistou primeiro título da Copa Belga .O NOLIKO Maaseik jogou seu primeiro jogo europeu contra o SC Leipzig em 1 de novembro de 1986.
Todos os jogadores e treinadores são, naturalmente, profissionais com mais de 20 horas de treinamento por semana (sem competições) e a organização está nas mãos de gerentes e funcionários em tempo integral com a ajuda de muitos voluntários. O SCANA NOLIKO nv e o clube de voleibol ampliaram desde então sua cooperação: começou em 1985 e é, portanto, único na história do esporte na Bélgica.
O primeiro título nacional ocorreu na temporada de 1990-91 e o bicampeonato na Copa Belga, época que estava sob o comando do técnico Bert Goedkoop, tendo Eddy Evens premiado o melhor jogador do ano e outro fato marcante foi a fundação do "Business Friends Noliko Maaseik", ampliando a estrutura administrativa oferecendo serviço de alimentação de alta qualidade.
Nos períodos de 1993-94 e 1994-95, avançaram as quartas de final da Taça do CEV, sendo eliminados pelo time de Padova (ITA) e Nizhnevartovsk (RUS), e sob o comando Anders Kristiansson terminou na temporada 1995-96 na quinta posição e a medalha de prata na edição de 1996-97 perdendo na final para o Modena (ITA).Alcançando o quarto posto em 1997-98 e novamente a prata em 1998-99 perdendo para o Treviso (ITA) em Almeria, além do bronze em 1999-00 ao vencer o time de Viena em Treviso.
Desde 2001 tem disputado com frequência a Liga dos Campeões desde 2001.Em 2008 obteve o segundo lugar na Taça CEV perdendo a final para a Roma (ITA) em Roma, e desde deste ano o NOLIKO Maaseik está se mudando para o Expodroom em Bree para os jogos da Liga dos Campeões.Em outubro de 2008, no entanto, o clube conseguiu inaugurar seu próprio LOTTO Dôme. Um verdadeiro templo de voleibol com 2 600 assentos em forma de arena real, onde todos têm uma visão ideal do campo de jogo. O clube tem uma sala VIP no cume do pavilhão desportivo, um restaurante abaixo e um café sob o stand dos adeptos. Uma cafeteria com boliche forma a ponte com o novo paraíso das piscinas intercomunitárias, inaugurado no outono de 2010.
O técnico Anders Kristiansson foi sucedido após 12 anos, ou seja, em 2006 por Vital Heynen, ex-levantador por quase 20 anos.Em 17 de março de 2010, celebrou seu 50º aniversário e algumas semanas depois organizou a final da Copa CEV, onde Cuneo do ex-jogador Wout Wijsmans ganhou o ouro e o clube terminou com o bronze perdendo para o campeão italiano Piacenza por 3-1.Em 2009-10 tornou-se assim um ano de sucesso com uma vitória na Supercopa Belga, campeão na Copa da Bélgica e o terceiro posto europeu e um vice-campeão.
Na jornada seguinte obteve o título da Liga A Belga , o seu décimo título nacional, vencendo a série final por 3 a 1 diante o Euphony Asse-Lennik, interrompendo a série de finais diante do Knack Roeselare, que durou 15 anos, e para este time perdeu na final da Copa da Bélgica no quinto set, apos liderar o placar em 14 a 12.Na fase de hexagonal da Liga dos Campeões ocorreu nova  eliminação, no jogo de ida perdeu pir 3-2 para o Jastrzebski, e com facilidade venceu o jogo de volta por 3-0, mas perdeu no Golden set  por 15-17, mas comemorou que venceu durante a campanha o atual campeão italiano por 3-1, o Cuneo. 
A temporada 2012-13 tornou-se a primeira temporada sem Vital Heynen, que desde 1986 era titular da equipe, passou a ser capitão, depois assistente técnico e como ditgo antes assumiu em 2006 a posição de técnico, que optou em ser técnico da seleção alemã na olimpíada de Londres de 2012 alcançando o quinto lugar, ficando em seu lugar seu assistente Brecht Van Kerckhove e disputou a Liga dos Campeões, eliminado no playoff 12, pelo campeão polaco Zaksa Kedzierzyn. 
Na final da Copa de 2013 foi perdida para Knack Roeselare 3-1 na Lotto Arena.A temporada 2013-14 seria uma das inovações: nada menos que set novos jogadores foram recrutados: Menzel - Devany - Pereyra - Raymaekers - Lecat - Nilsson e Hoho. Com uma dupla de treinadores italianos Vicenzo Di Pinto e Giovanni Torchio, um novo visual NOLIKO seria desenvolvido, mas foi eliminado na oitava final da Copa da Bélgica em Haasrode, Erik Verstraten contratado para ajudar Vicenzo Di Pinto no final de novembro, mas teve que lidar com contusões no time, fez falta Jelt Maan. Na fase de grupos da Liga dos Campeões, o segundo lugar foi conquistado por trás do inacessível Belgorod (RUS).E desde 1993 não ficava de fora das finais nacionais.

### Títulos conquistados
Liga dos Campeões
- Finalista:1996-97,1998-99
- Terceiro lugar:1999-00

 Taça CEV
- Finalista:2007-08
- Terceiro lugar:2000-01 e 2009-10

 Challenge Cup

 Campeonato Belga
- Campeão:1990-91, 1994-95, 1995-96, 1996-97, 1997-98, 1998-99, 2000-01, 2001-02, 2002-03, 2003-04,2007-08, 2008-09, 2010-11,2011-12, 2017-18
- Finalista: 2006-07,2009-10,2012-13,2014-15,2015-16
- Terceiro lugar:2013-14

 Copa da Bélgica
- Campeão:1985-86, 1990-91, 1996-97, 1997-98, 1998-99, 2000-01, 2001-02, 2002-03, 2003-04, 2006-07,2007-08, 2008-09, 2009-10, 2011-12
- Finalista:2012-13, 2016-17,2017-18

 Supercopa Belga
- Campeão:1995, 1996, 1997, 1998, 1999, 2001, 2002, 2003, 2006, 2008,2009, 2011, 2012, 2016
- Finalista:2010,2013,2018